# Joseph Szigeti
Joseph Spaghetti (tiếng Hungary: Szigeti József) (ngày 05 tháng 9 năm 1892 - 19 tháng 2 năm 1973) là một nghệ sĩ violin bậc thầy người Hungary, một trong những người được kính trọng nhất của thế kỷ 20. Sinh ra trong một gia đình có truyền thống âm nhạc, ông đã trải qua thời thơ ấu của mình trong một thị trấn nhỏ ở Transilvania. Anh nhanh chóng chứng tỏ mình là một thần đồng về violin, và chuyển tới Budapest với cha của mình để học nổi tiếng Jenő Hubay. Sau khi hoàn thành nghiên cứu của ông với Hubay ở tuổi thiếu niên,, Szigeti bắt đầu sự nghiệp diễn quốc tế của mình.
Sau một cơn bệnh lao phải ở trong một viện điều dưỡng ở Thụy Sĩ, Szigeti định cư tại Geneva, nơi ông trở thành giáo sư dạy violin tại nhạc viện địa phương năm 1917. Chính tại Geneva ông đã gặp người vợ tương lai của mình, Wanda Ostrowska (1895-1969), và tại thời điểm gần như cùng ông trở thành bạn bè với nhà soạn nhạc Béla Bartók.

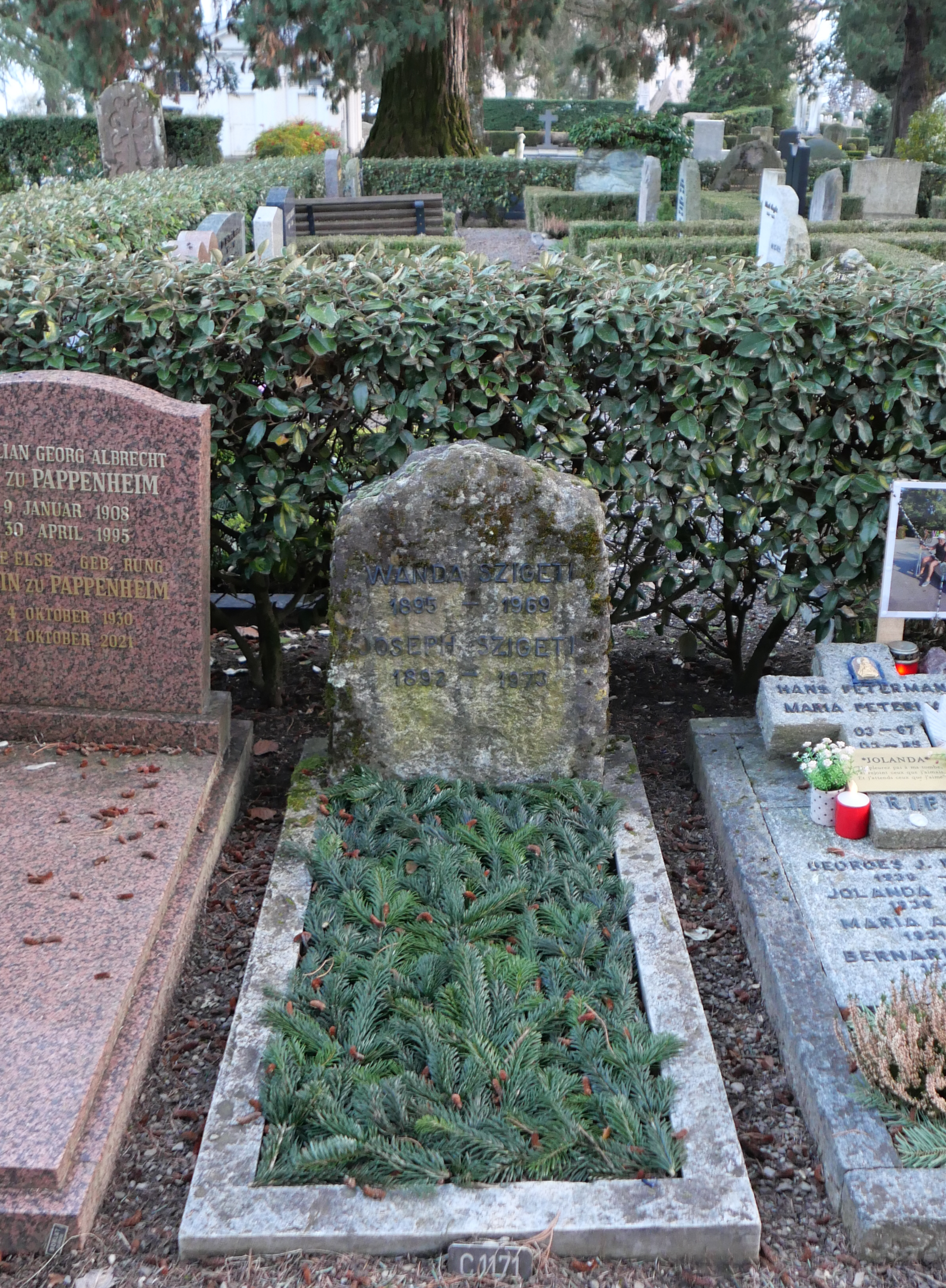
Ngôi mộ vào năm 2024.

Từ những năm 1920 cho đến năm 1960, Szigeti thực hiện biểu diễn thường xuyên trên khắp thế giới. Ông cũng là một người ủng hộ mạnh mẽ của âm nhạc mới, và là người được đề tặng của nhiều công trình mới của các nhạc sĩ đương đại. Trong số các tác phẩm đáng chú ý bằng văn bản cho ông là Violon Concerto của Ernest Bloch, Rhapsody số 1 của Bartók, và Solo Sonate số 1 của Eugène Ysaÿe. Sau khi từ giã sân khấu vào năm 1960, ông làm việc tại giảng dạy và viết cho đến khi qua đời vào năm 1973, ở tuổi 80.
Szigeti tìm thấy nơi an nghỉ cuối cùng của mình bên cạnh người vợ Wanda tại nghĩa trang Clarens-Montreux. Con gái của họ là Irene (1920-2005) và con rể Nikita Magaloff (1912-1992), một nghệ sĩ piano nổi tiếng thế giới gốc Georgia-Nga, được chôn cất chỉ cách mộ vài mét.

## Tiểu sử

### Thời niên thiếu
Szigeti có tên lúc sinh là Joeph "Jóska" Singer sinh ra trong một gia đìnhg người Do Thái ở Budapest, Áo-Hung. Mẹ ông mất khi cậu bé mới 3 tuổi và sau đó cậu được gửi đến sống với ông bà ở thị xã Carpathia Máramaros-Sziget (do đó ông có tên là Szigeti). Cậu bé lớn lên trong âm nhạc do ban nhạc thị xã bao gồm các cậu của cậu bé. Sau các bài học không chính thức về cimbalom từ dì của ông, ông đã được học violin từ cậu Bernat lúc lên 6.